# Maucor
Maucor é uma comuna francesa na região administrativa da Nova Aquitânia, no departamento dos Pirenéus Atlânticos. Estende-se por uma área de 4,9 km². Em 2010 a comuna tinha 562 habitantes (densidade: 114,7 hab./km²).